# John Gheeraert
John Gheeraert (Oostende, 1939 - Brugge, 2003) was een Vlaamse schrijver.
John Gheeraert was germanist van opleiding en leraar Germaanse talen aan het Onze-Lieve-Vrouwecollege in Oostende. Naast zijn fulltime job als leraar in het middelbaar onderwijs was hij ook de auteur van boeken over James Ensor en beroemde mensen die in Oostende verbleven hadden. Daarvoor deed hij onderzoek bij particulieren, in bibliotheken en archieven. John Gheeraert was woonachtig in Bredene.
1. Als d'Oude Peperbusse vertelt ..., Oostende, De Kinkhoorn, 1976, 95 pp. geïllustreerd door Gustaaf Sorel.[1]
2. Vertellingen uit het Zeepaardje, Publigrafik, 1978
3. Paardjes uit Polen, C. De Vries-Brouwers, 1981, ISBN 90 6174 234 X[2]
4. De Non, C. De Vries-Brouwers, 1983, ISBN 90 6174 294 3[2]
5. Trekvogels, C. De Vries-Brouwers, 1984, ISBN 90 6174 351 6[2]
6. Boogie woogie, C. De Vries-Brouwers, 1986, ISBN 90 6174 279 X
7. Sakura, C. De Vries-Brouwers, 1988, ISBN 90 6174 500 4
8. De glazen benen van de generaal, Manga, 1991, ISBN 90 73627 06 0
9. Zolang de duinhelm wuift, Manga, 1992, ISBN 90 73627 04 4
10. Stefan Zweig : een Weense flaneur in Vlaanderen, C. De Vries-Brouwers, 2000, ISBN 90 6174 950 6[2]
11. De geheime wereld van James Ensor: Ensors Behekste Jonge Jaren (1860-1893), Houtekiet, 2001, ISBN 90 5240 602 2